# Maurice Vachon
Maurice Vachon (Montreal, 14 september 1929 – Omaha (Nebraska), 21 november 2013), beter bekend als "Mad Dog" Vachon, was een Canadees professioneel worstelaar.
Vachon behaalde de zevende plaats tijdens Olympische Zomerspelen 1948 in de klasse tot 79 in de vrije stijl.
Vachon was de broer van worstelaar Paul, zus van worstelaarster Vivian en de oom van worstelaarster Luna Vachon.

## In worstelen
- Finishers
  - Piledriver

- Signature moves
  - Biting the opponent's forehead
  - Body slam
  - Leapfrog body guillotine
  - Single arm choke
  - Uppercut

- Bijnaam
  - "Mad Dog" Vachon

## Erelijst
- American Wrestling Association
  - AWA Midwest Tag Team Championship (3 keer; 2x met Bob Orton en 1x met Paul Vachon)
  - AWA World Heavyweight Championship (5 keer)
  - AWA World Tag Team Championship (2 keer; 1x met Paul Vachon en 1x met Verne Gagne)

- Cauliflower Alley Club
  - Iron Mike Mazurki Award (2003)

- Central States Wrestling
  - NWA Central States World Tag Team Championship (1 keer met Baron Von Raschke)

- Lutte Internationale
  - Canadian International Tag Team Championship (1 keer met Edouard Carpentier)

- International Wrestling Enterprise
  - IWA World Heavyweight Championship (1 keer)
  - IWA World Tag Team Championship (1 keer met Ivan Koloff)

- Mid-Atlantic Championship Wrestling
  - NWA Southern Tag Team Championship (1 keer met Paul Vachon)

- Mid-South Sports
  - NWA Southern Heavyweight Championship (1 keer)
  - NWA Georgia World Tag Team Championship (1 keer met Paul Vachon)

- Pacific Northwest Wrestling
  - NWA Pacific Northwest Heavyweight Championship (6 keer)
  - NWA Pacific Northwest Tag Team Championship (1 keer met Fritz Von Goering)

- Pro Wrestling America
  - PWA Heavyweight Championship (1 keer)

- Professional Wrestling Hall of Fame and Museum
  - Class of 2004 - met Paul Vachon

- Southwest Sports Inc.
  - NWA Texas Hardcore Championship (1 keer)
  - NWA Texas Tag Team Championship (3 keer; 1x met Pierre LaSalle, 1x met Paul Vachon (1) en 1x met Duke Keomuka)

- Stampede Wrestling
  - NWA Calgary Canadian Tag Team Championship (3 keer met Paul Vachon)
  - Stampede International Tag Team Championship (3 keer met Paul Vachon)

- World Wrestling Entertainment
  - WWE Hall of Fame (Class of 2010)

- Wrestling Observer Newsletter awards
  - Wrestling Observer Newsletter Hall of Fame (Class of 1996)